# Cabanaquinta
Cabanaquinta este una dintre cel 18 parroquias (parochii) ce aparțin de comuna Aller din regiunea autonomă Asturia.